# Emperador (insecte)
|  | Pel que fa al títol grec, vegeu Ànax. |

Els emperadors (Anax) són un gènere d'odonats anisòpters de la família Aeshnidae. Aquest gènere comprèn libèl·lules de grans dimensions amb un vol de gran abast.

## Etimologia
Anax ve de l'antic grec ἄναξ ànax que significa 'senyor', 'mestre' o 'rei'.

## Llista d'espècies
Aquest gènere comprèn:
- Anax amazili (Burmeister, 1839)
- Anax bangweuluensis Kimmins, 1955
- Anax chloromelas Ris, 1911
- Anax concolor Brauer, 1865
- Anax congoliath Fraser, 1953
- Anax ephippiger (Burmeister, 1839) – Emperador divagant. Espècie present als Països Catalans.[3]
- Anax fumosus Hagen, 1867
- Anax georgius Selys, 1872
- Anax gladiator Dijkstra & Kipping, 2015
- Anax gibbosulus Rambur, 1842
- Anax guttatus (Burmeister, 1839)
- Anax immaculifrons Rambur, 1842
- Anax imperator Leach, 1815 – Emperador blau. Espècie present als Països Catalans.[3]
- Anax indicus Lieftinck, 1942
- Anax junius (Drury, 1773)
- Anax longipes Hagen, 1861
- Anax maclachlani Förster, 1898
- Anax mandrakae Gauthier, 1988
- Anax nigrofasciatus Oguma, 1915
- Anax panybeus Hagen, 1867
- Anax papuensis Burmeister, 1839
- Anax parthenope (Selys, 1839) – Emperador menor. Espècie present als Països Catalans.[3]
- Anax piraticus Kennedy, 1934
- Anax pugnax Lieftinck, 1942
- Anax selysi Förster, 1900
- Anax speratus Hagen, 1867
- Anax strenuus Hagen, 1867
- Anax tristis Hagen, 1867
- Anax tumorifer McLachlan, 1885
- Anax walsinghami McLachlan, 1882

## Galeria

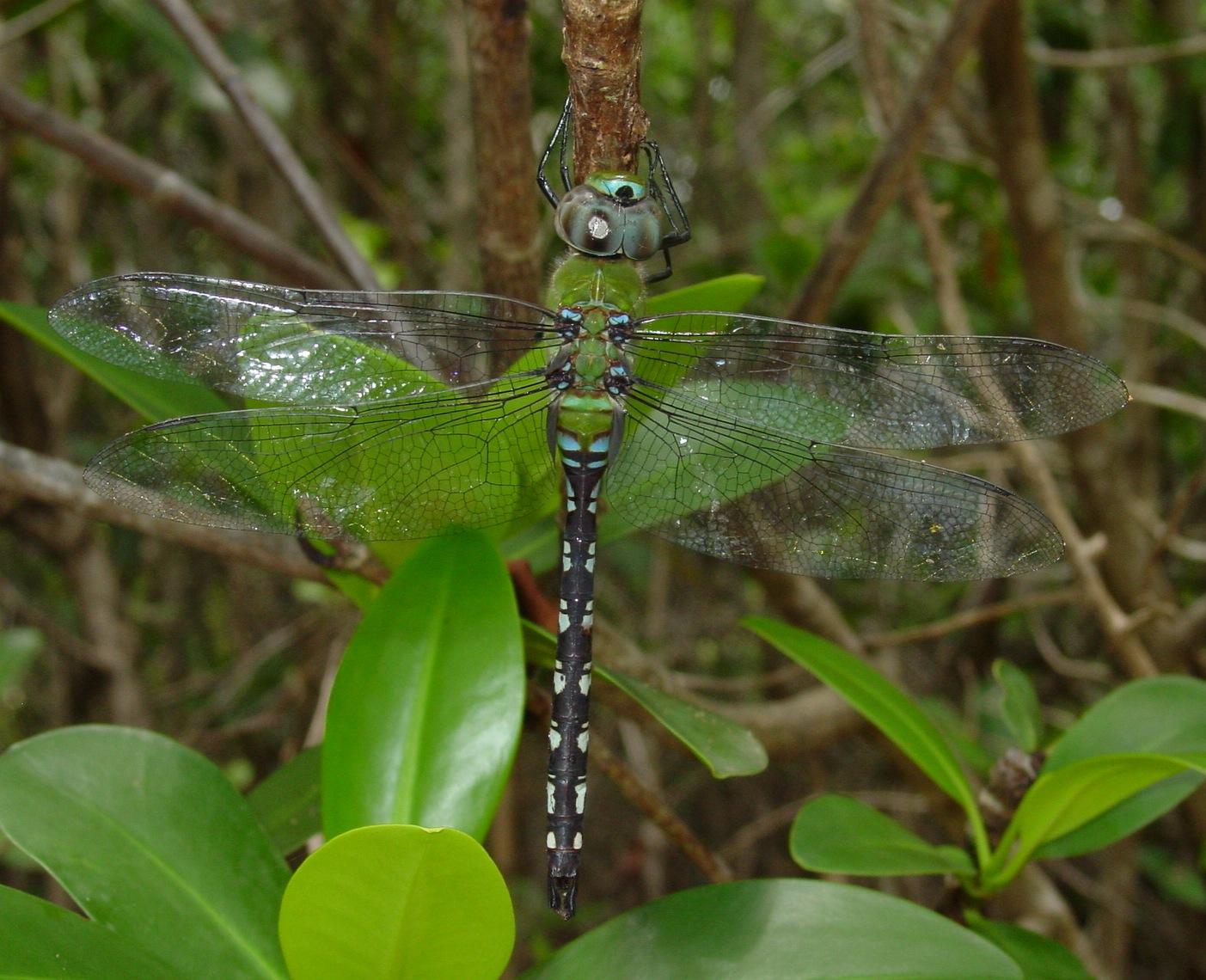
Anax amazili
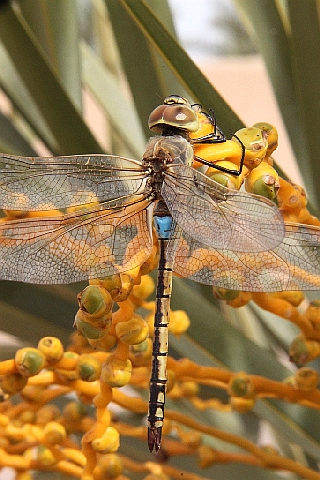
Anax ephippiger
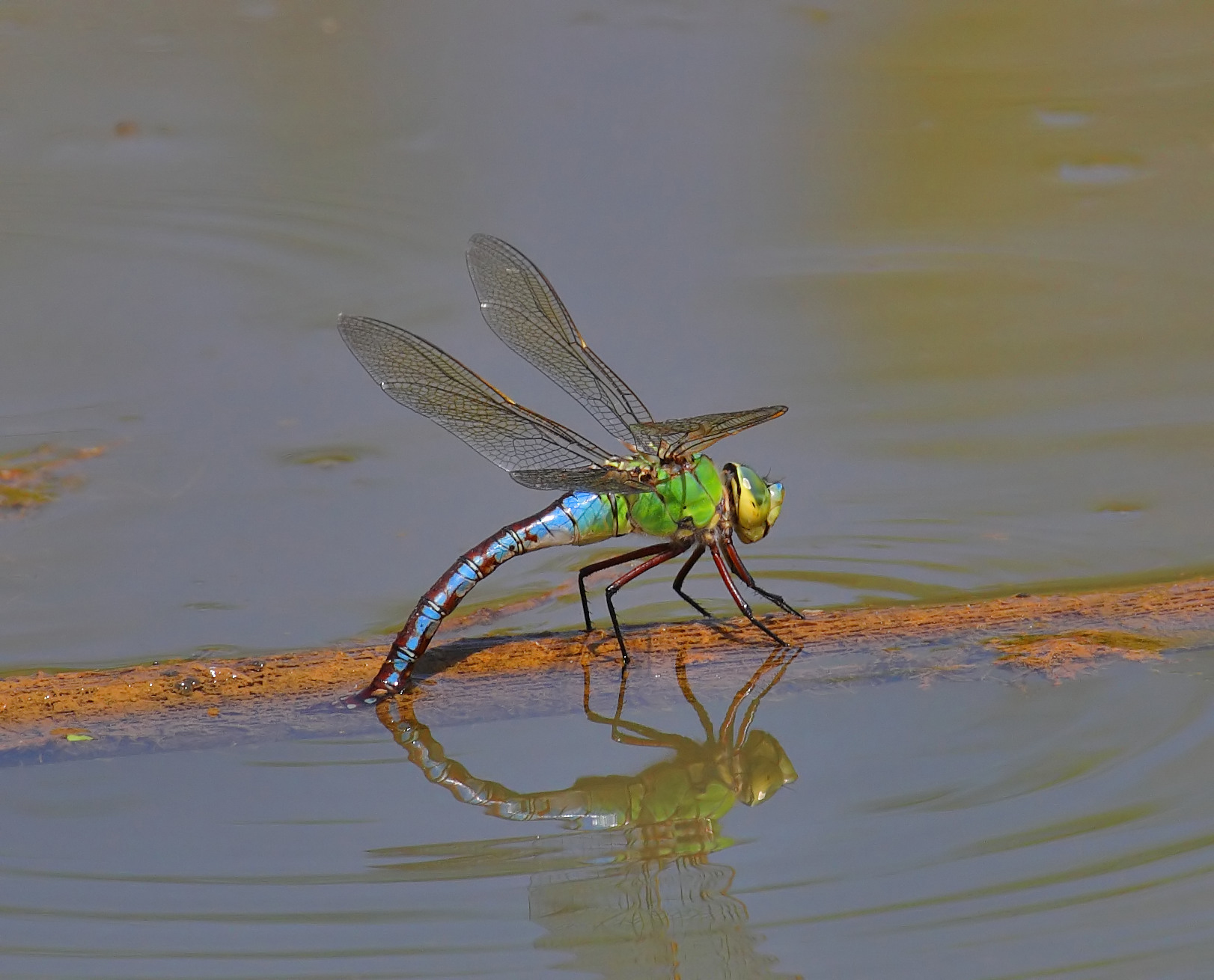
Anax imperator
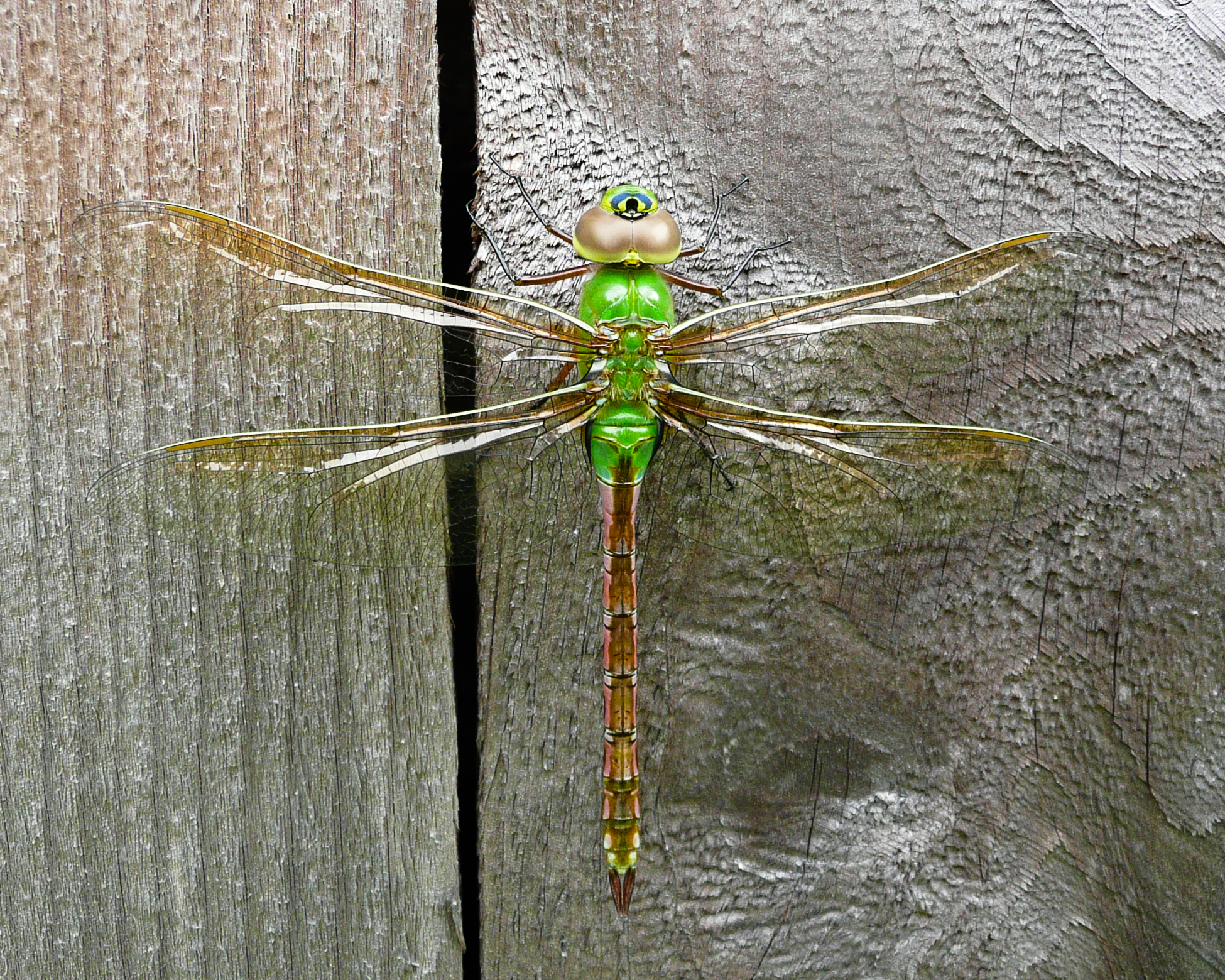
Anax junius
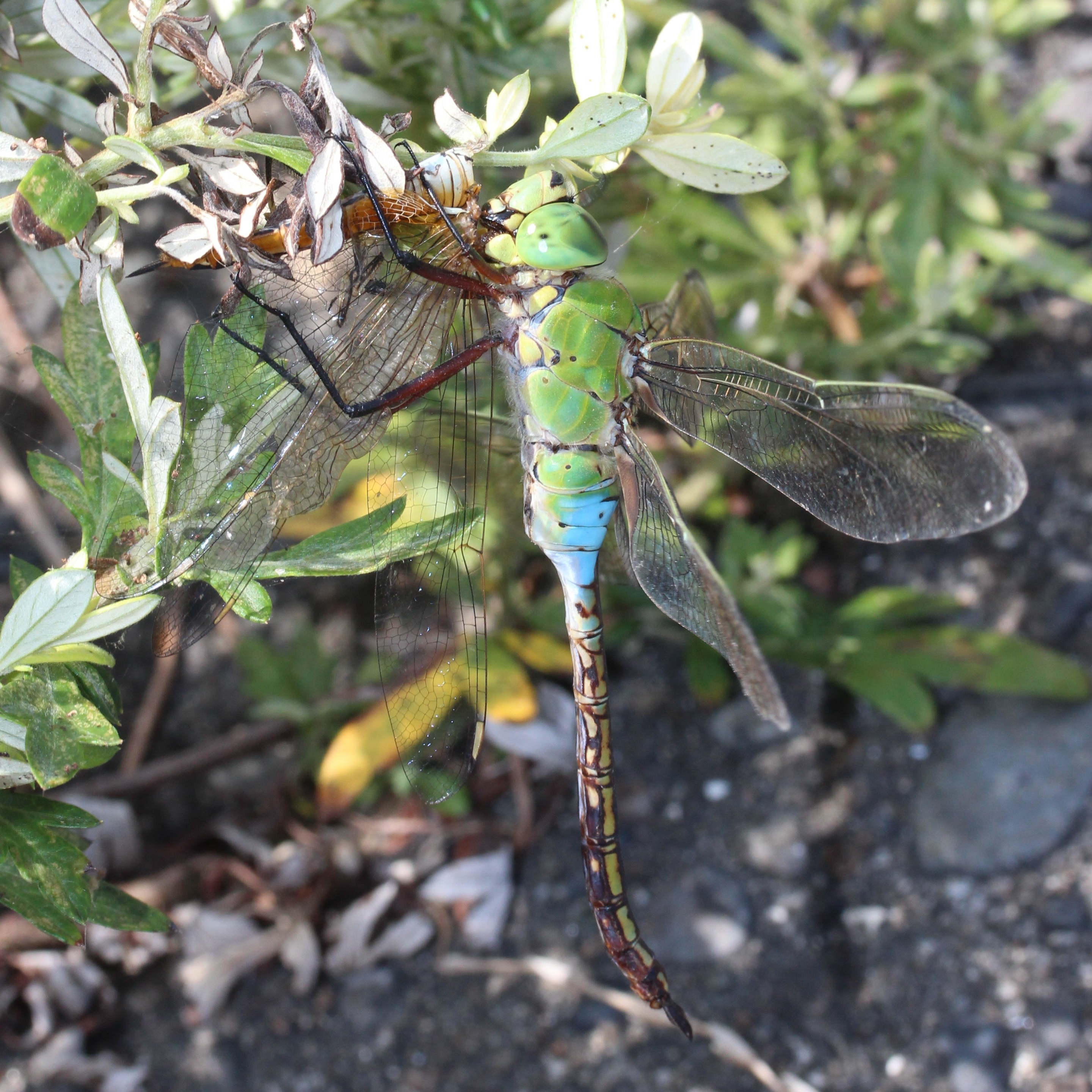
Anax parthenope